# Eraser: Reborn
Série
L'Effaceur
(1996)
Pour plus de détails, voir Fiche technique et Distribution.
Eraser: Reborn est un film américain réalisé par John Pogue et sorti en 2022. Il s'agit d'un reboot du film L'Effaceur (1996) de Chuck Russell.

## Synopsis
L'US Marshal Mason Pollard est un spécialiste de la protection des témoins. Il simule leur mort avant de leur fabriquer une nouvelle identité. Il doit aujourd'hui s'occuper de Rina Kimura, compagne d'un criminel important. En plus de devoir échapper aux tueurs chargés d'éliminer ce témoin gênant, Mason fait face à la trahison de son équipe.

## Fiche technique
Sauf indication contraire, les informations mentionnées dans cette section peuvent être confirmées par la base de données cinématographiques IMDb,  présente dans la section « Liens externes ».
- Titre original : Eraser: Reborn
- Réalisation : John Pogue
- Scénario : Michael Weiss, d'après les personnages créés par Tony Puryear, Walon Green et Michael S. Chernuchin
- Musique : Mark Kilian
- Décors : Renee Filipova
- Costumes : Neil McClean
- Photographie : Michael Swan
- Montage : Glenn Garland
- Production : Hunt Lowry et Patty Reed

Coproducteur : Theuns De Wet
Producteur associé : Charles V. Bender
- Sociétés de production : Warner Bros. Home Entertainment et Roserock Films
- Sociétés de distribution : Warner Bros. Home Entertainment
- Budget : (non disponible)
- Pays de production :  États-Unis
- Langue originale : anglais
- Format : couleur
- Genre : action
- Durée : 102 minutes
- Dates de sortie[2] :
  - Allemagne : 30 mars 2022 (en salles)
  - États-Unis : 7 juin 2022 (directement en vidéo)
- Classification[3] :
  - États-Unis : R

## Distribution
- Dominic Sherwood : l'US Marshal Mason Pollard
- Jacky Lai (de) : Rina Kimura
- McKinley Belcher III (en) : Paul Whitlock
- Eddie Ramos : Sugar Jax
- Kai Luke Brümmer : Oltcheck

## Production
En septembre 2021, il est annoncé qu'un  reboot du film L'Effaceur (1996) est en développement. Dominic Sherwood succède à Arnold Schwarzenegger dans le rôle principal. John Pogue est annoncé à la réalisation, d'après un script écrit par Michael D. Weiss. L'actrice canadienne Jacky Lai est annoncée dans un rôle majeur. Le film est produit par Warner Bros. Home Entertainment et Roserock Films. Le tournage a lieu en toute discrétion courant 2021, malgré la pandémie de Covid-19.

## Sortie
Eraser: Reborn sort en salles le 30 mars 2022 en Allemagne puis directement en vidéo le 7 juin 2022 aux États-Unis.
Il est ensuite disponible le 5 octobre sur HBO Max.